# UTC−04:00
| Južni poletni/severni standardni čas Morska območja | Severni poletni/južni standardni čas Standardni čas vse leto |

UTC−04:00 je časovni pas z zamikom −4 ure glede na univerzalni koordinirani čas (UTC). Ta čas se uporablja na naslednjih ozemljih (stanje leta 2016):

## Kot standardni čas (vse leto)

### Severna Amerika
- Kanada
  - Québec (vzhodno od zemljepisne dolžine 63°W)

### Karibi
- Antigva in Barbuda
- Barbados
- Dominika
- Dominikanska republika
- Francija:
  -  Gvadelup
  -  Martinik
- Grenada
- Nizozemska:
  -  Aruba
  -  Curaçao
  - Sveti Martin
- Sveti Krištof in Nevis
- Sveta Lucija
- Sveti Vincencij in Grenadine
- Trinidad in Tobago
- ZDA:
  -  Ameriški Deviški otoki
  -  Portoriko
- Združeno kraljestvo:
  -  Angvila
  -  Britanski Deviški otoki
  -  Montserrat

### Južna Amerika
- Bolivija
- Gvajana
- Brazilija
  - Amazonas (razen jugozahodnega dela), Rondônia, Roraima
- Venezuela

## Kot standardni čas (samo pozimi na severni polobli)

### Severna Amerika
- Grenlandija:
  - Zračno oporišče Thule
- Kanada:
  - Novi Brunswick
  - Nova Fundlandija in Labrador - večina polotoka Labrador
  - Nova Škotska
  - Otok princa Edvarda
- Združeno kraljestvo:
  - Bermudi

## Kot poletni čas (severna polobla)

### Severna Amerika
- Kanada:
  - Nunavut (vzhodni del), Ontario (večina ozemlja) in Québec (večina ozemlja)
- Združene države Amerike
  - Celotno ozemlje zveznih držav Connecticut, Delaware, Georgia, Južna Karolina, Maine, Maryland, Massachusetts, New Hampshire, New Jersey, New York, Severna Karolina, Ohio, Pensilvanija, Rhode Island, Vermont, Virginija, Zahodna Virginija in Zvezno okrožje Kolumbija
  - Večina ozemlja zveznih držav Florida, Indiana in Michigan
  - Vzhodni deli Kentuckyja in Tennesseeja
  - Neuradno nekaj občin na skrajnem vzhodu Alabame

### Karibi
- Bahami
- Kuba
- Haiti
- Združeno kraljestvo:
  - Otoki Turks in Caicos

## Kot standardni čas (samo pozimi na južni polobli)

### Južna Amerika
- Brazilija:
  - Mato Grosso, Mato Grosso do Sul
- Paragvaj